# Mastigophorus demissalis
Mastigophorus demissalis är en fjärilsart som beskrevs av Heinrich Benno Möschler 1890. Mastigophorus demissalis ingår i släktet Mastigophorus och familjen nattflyn. Inga underarter finns listade i Catalogue of Life.